# Телицын, Максим Васильевич
Максим Васильевич Телицын (род. 28 декабря 1990) — российский спортсмен по академической гребле, чемпион Европы, серебряный призёр чемпионата мира.

## Биография
Максим Телицын родился 28 декабря 1990 года. Воспитанник самарской ШВСМ № 1. Тренер — Дмитрий Стрельцов.
В 2016 году Максим Телицын в составе легкой четверки получил именную лицензию на участие Летних Олимпийских игр 2016 года в Рио-де-Жанейро. На Олимпиаде Телицын должен был участвовать в соревнованиях в четверке вместе с Александром Богдашиным, Александром Чаукиным, Алексеем Викулиным. Летом 2016 года Телицын с большинством остальных гребцов был дисквалифицирован.
В следующем году вместе с Александром Богдашиным, Александром Чаукиным и Алексеем Викулиным завоевал серебряные награды на чемпионате мира в американской Сарасоте, уступив лишь Италии.